# Pasi Ahlroos
Pasi Ahlroos (* 19. Dezember 1970) ist ein ehemaliger finnischer Radrennfahrer und nationaler Meister im Radsport.

## Sportliche Laufbahn
Ahlroos war im Bahnradsport, im Straßenradsport und im Querfeldeinrennen (heutige Bezeichnung Cyclocross) aktiv. 1998 gewann er die nationale Meisterschaft im Querfeldeinrennen. 1996 wurde er Vizemeister hinter Kari Juhani Myyryläinen, 2003 hinter Erik Kaarlampi. 1995, 1996, 2000 wurde er Dritter. Er startete für Finnland bei den Cyclocross-Weltmeisterschaften.
Auf der Bahn holte er finnische Titel in der Mannschaftsverfolgung 2001 und 2003, 2001 im Sprint sowie 2006 im Punktefahren.
Auf der Straße gewann er 2002 den Rosendahl Grand Prix und die Rennen Siuntion Ajot, Länsiväylä etappiajo und Maantie Cup, 2003 Länsiväylä etappiajo, 2005 Hesburger tempo und Länsiväylä etappiajo,
1998 wurde er Zweiter der nationalen Meisterschaft im Einzelzeitfahren, 2007 wurde er Dritter.